# كيوبيلين
كيوبيلين (Cubilin) هوَ بروتين يُشَفر بواسطة جين Cubilin في الإنسان.